# 葡萄架作坊
葡萄架作坊位于中国江西省景德镇市珠山区珠山街道御窑社区葡萄架2号，原与许家弄相通，建于清末，属于来自都昌县的窑户余豪廷，是景德镇目前唯一发现的集住宅、作坊、窑房为一体的建筑，规模宏大，整幢建筑坐西朝东，平面呈不规则田字形，住宅位于中部，作坊位于左侧，仓库和烧炼场所位于右侧。